# Минская губерния
Ми́нская губе́рния — административно-территориальная единица Российской империи в 1793—1795 и 1796—1921 годах (в 1795—1796 именовалась Минским наместничеством). Вместе с Виленской, Ковенской, Гродненской, Могилёвской и Витебской губерниями образовывала Северо-Западный край. В начале XX века площадь её территории составляла около 91 213 км², а численность населения — 2 539 100 человек. В настоящее время территория губернии входит в состав Белоруссии и нескольких районов Украины.
Первый гражданский губернатор — Корнеев, Захарий Яковлевич

## История
Образована в 1793 году за счёт части территориальных приобретений Российской империи, сделанных в результате второго раздела Речи Посполитой.
В 1838 году начала издаваться официальная губернская газета «Минские губернские ведомости».

### Земские учреждения
При введении земских учреждений в 1864 году губерния была оставлена неземской. В 1903 году было принято «Положение об управлении земским хозяйством в губерниях Витебской, Волынской, Киевской, Минской, Могилевской, Подольской», по которому в губернии вводился модифицированный порядок земского управления, с назначением всех членов земских управ и земских гласных от правительства. Данный порядок был признан неудачным, после чего с 1910 разрабатывался законопроект о введении в этих губерниях выборных земских учреждений, но также с исключениями из общего порядка, направленными на отстранение от участия в земствах польских землевладельцев. Принятие данного закона в 1911 году сопровождалось острым политическим кризисом (см. Закон о земстве в западных губерниях). Выборное земство в этих шести губерниях действовало с 1912 года.

## Административное деление
По указу императрицы Екатерины II от 3 мая 1795 года было образовано Минское наместничество, разделённое на 13 уездов: Бобруйский, Борисовский, Вилейский, Давид-Городокский, Дисненский, Докшицкий, Игуменский, Минский, Мозырский, Несвижский, Пинский, Поставский и Слуцкий.
После вступления на престол Павла I в 1796 году наместничество было переименовано в губернию, а из 13 уездов Минского наместничества образовано 10 поветов (не стало Давид-Городокского, Докшицкого, Несвижского, Поставского уездов, прибавился Речицкий).
В 1843 Вилейский и Дисненский уезды отошли к Виленской губернии, а из Гродненской губернии в Минскую был передан Новогрудский уезд.
| № | Уезд         | Уездный город          | Герб уездного города | Площадь, вёрст² | Население (1848), чел | Население (1897), чел. |
| - | ------------ | ---------------------- | -------------------- | --------------- | --------------------- | ---------------------- |
| 1 | Бобруйский   | Бобруйск (34 336 чел.) |                      | 10 721,1        | 70 786                | 255 935                |
| 2 | Борисовский  | Борисов (15 063 чел.)  |                      | 8904,9          | 108 476               | 238 231                |
| 3 | Игуменский   | Игумен (4573 чел.)     |                      | 8843,3          | 99 228                | 234 792                |
| 4 | Минский      | Минск (90 912 чел.)    |                      | 4580,3          | 118 163               | 277 149                |
| 5 | Мозырский    | Мозырь (8076 чел.)     |                      | 14 196,0        | 73 729                | 181 161                |
| 6 | Новогрудский | Новогрудок (7887 чел.) |                      | 4538,9          | 145 577               | 247 320                |
| 7 | Пинский      | Пинск (28 368 чел.)    |                      | 10 427,5        | 116 435               | 230 763                |
| 8 | Речицкий     | Речица (9280 чел.)     |                      | 11 087,5        | 95 429                | 221 771                |
| 9 | Слуцкий      | Слуцк (14 349 чел.)    |                      | 6852,8          | 173 328               | 260 499                |

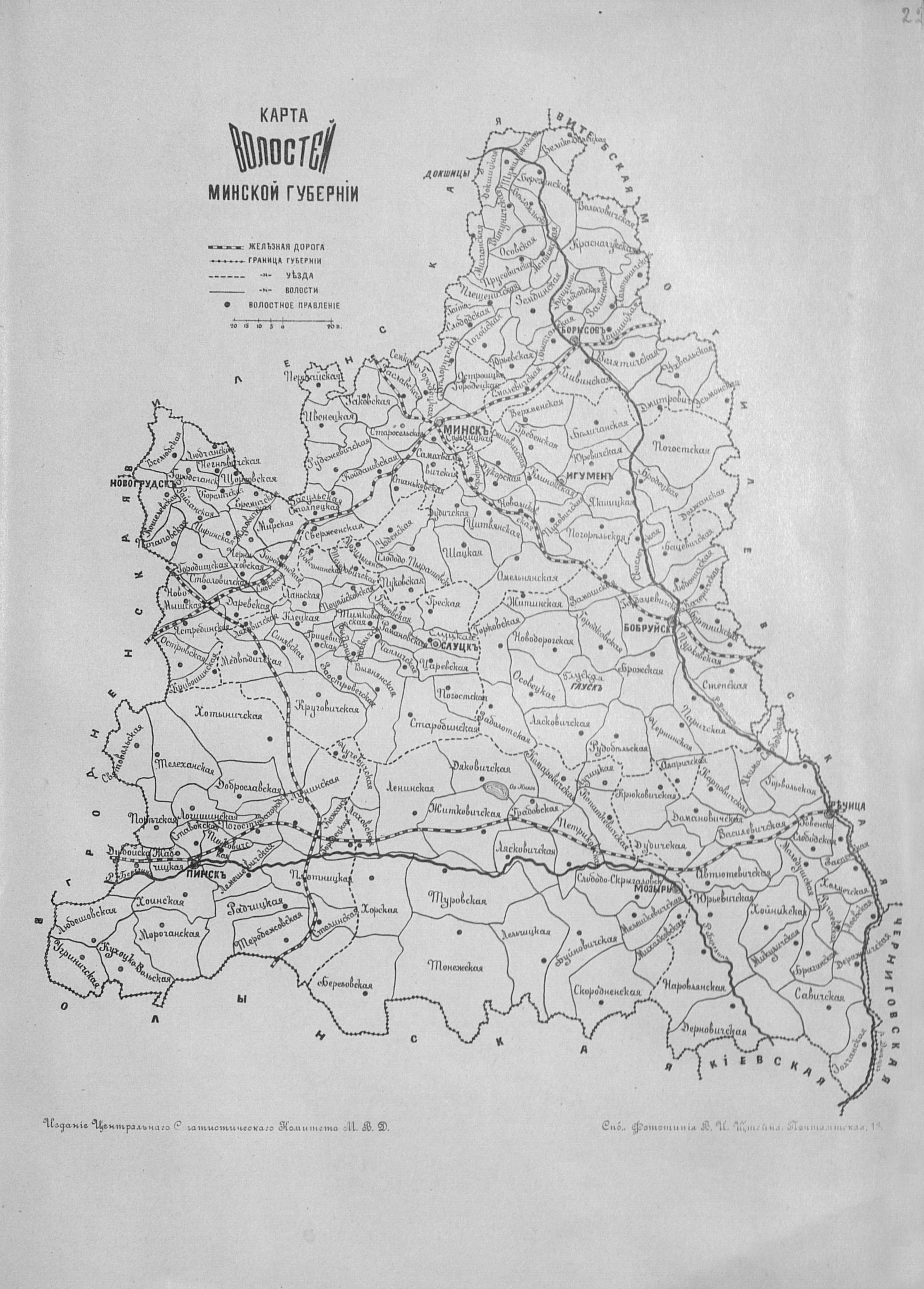
Волости Минской губернии

Каждый из этих уездов, исключая Бобруйский и Новогрудский, разделялись на три стана: Бобруйский на четыре, а Новогрудский на пять станов. Становые квартиры находились:
- В Минском уезде: 1-го стана в г. Минске; 2-го стана в м. Раков; 3-го стана в м. Кейданов
- В Борисовском уезде: 1-го стана в м. Холопеничах; 2-го стана в м. Логойск; 3-го стана в заштатном гор. Докшицах
- В Игуменском уезде: 1-го стана в м. Узда; 2-го стана в м. Смиловичах; 3-го стана в Березино
- В Бобруйском уезде: 1-го стана в селении Михлев; 2-го стана в м. Паричах; 3-го стана в м. Глуск: 4-го стана в м. Свислочь
- В Речицком уезде: 1-го стана в м. Брагин; 2-го стана в м. Юревичах; 3-го стана в имении Евтушкевичах
- В Мозырском уезде: 1-го стана в имении Малешкевичах; 2-го стана в м. Петриков; 3-го стана в м. Давид-Городок
- В Пинском уезде: 1-го стана в м. Логишин; 2-го стана в м. Любашев; 3-го стана в околице Плотниц
- В Слуцком уезде: 1-го стана в м. Вызнь; 2-го стана в м. Клецк; 3-го стана в г. Копыль
- В Новогрудском уезде: 1-го стана в Негневичах; 2-го стана в м. Городище; 3-го стана в м. Столовичах; 4-го стана в м. Мир и 5-го стана в м. Снов

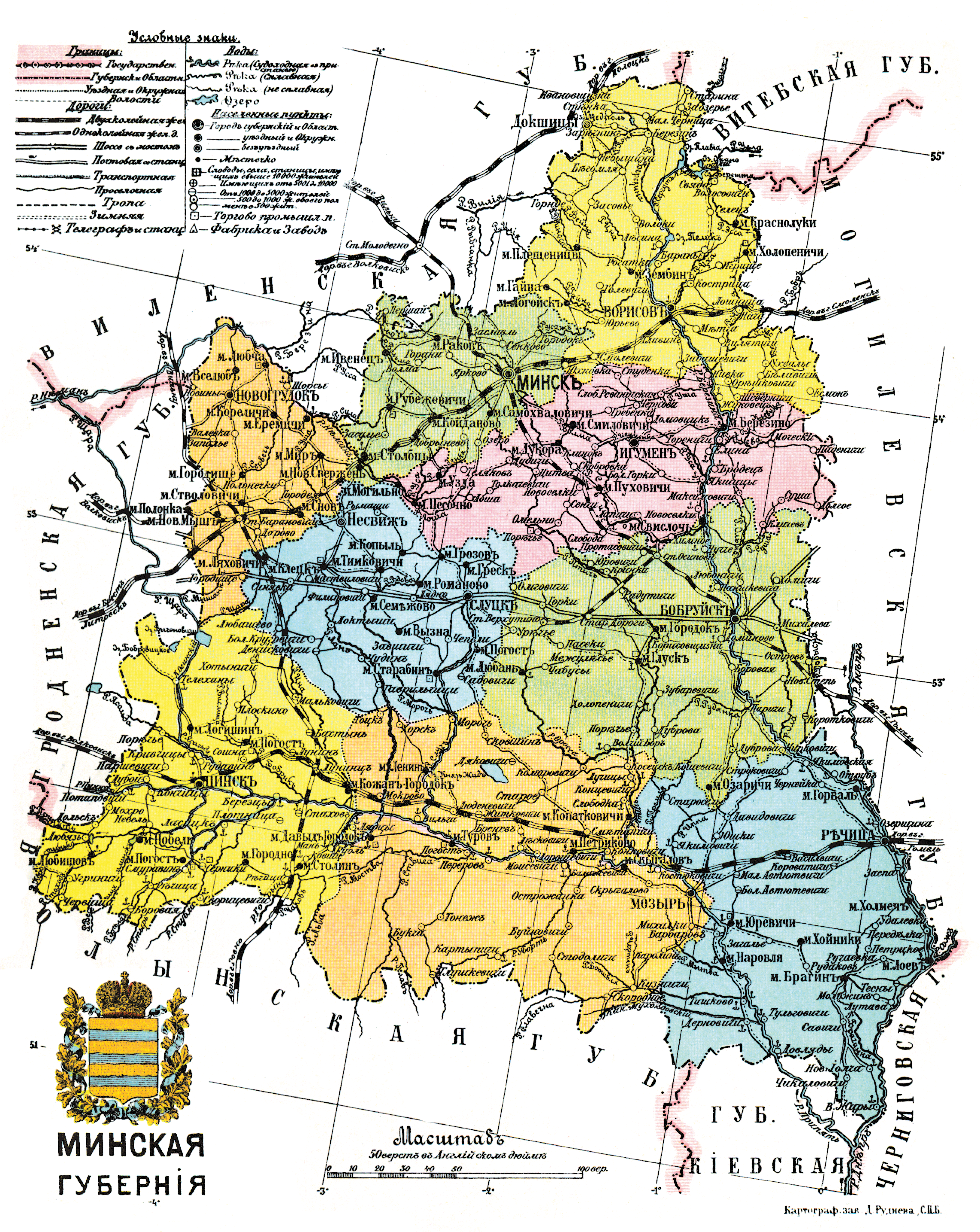
Административное деление Минской губернии

До революции в Минской губернии существовало 2 заштатных города.
| № | Город   | Население (1897) | Входил в         | Герб |
| - | ------- | ---------------- | ---------------- | ---- |
| 1 | Докшицы | 3600 чел.        | Борисовский уезд |      |
| 2 | Несвиж  | 8400 чел.        | Слуцкий уезд     |      |

Государственные имения в Минской губернии разделялись на 43 волостных управления.
30—31 декабря 1918 года Минская губерния вошла в состав Советской Социалистической Республики Белоруссия (ССРБ) в составе РСФСР. 8 января 1919 года правительство ССРБ переехало из Смоленска в Минск.
27 февраля 1919 года Минская губерния вошла в состав Литовско-Белорусской Советской Социалистической Республики (Литбела) со столицей в Вильне, образованной объединением ССРБ с Литовской Советской Республикой. В 1919 году образован Барановичский уезд, а Речицкий уезд отошёл к Гомельской губернии РСФСР. 19 июля 1919 года Совет Народных Комиссаров ЛБССР (Литбела) принял постановление о передаче всех дел Минскому губернскому Революционному военному комиссариату, а 8 августа 1919 года, после 40 дней обороны, польскими войсками был занят Минск.
В 1920 году были образован Несвижский уезд, Пинский, Новогрудский, Барановичский и Несвижский уезды отошли к Польше.
В 1921 году Минская губерния была упразднена, а её уезды подчинены напрямую Белорусской ССР. С 1921 по 1924 год Белорусская ССР включала в себя шесть из девяти уездов бывшей Минской губернии: Борисовский, Бобруйский, Игуменский, Минский, Слуцкий, Мозырский.

## Население
В 1845 году на территории губернии были 1 губернский, 8 уездных и 2 заштатных города, 116 местечек, 2983 села, 15 121 деревень 2162 застенков и околиц в которых проживало 1 001 210 чел. В том числе мужского пола 491 576 жителей, женского 509 634.
В 1863 году на территории губернии были 1 губернский, 8 уездных и 2 заштатных города. В губернии проживало 1 001 335 чел, из них 501 606 мужчин и 499 729 женщин.
В 1871 году на территории губернии проживало 1 178 708 чел., из них 588 513 мужчин и 590 194 женщины.
Национальный состав губернии и её уездов в 1897 году:

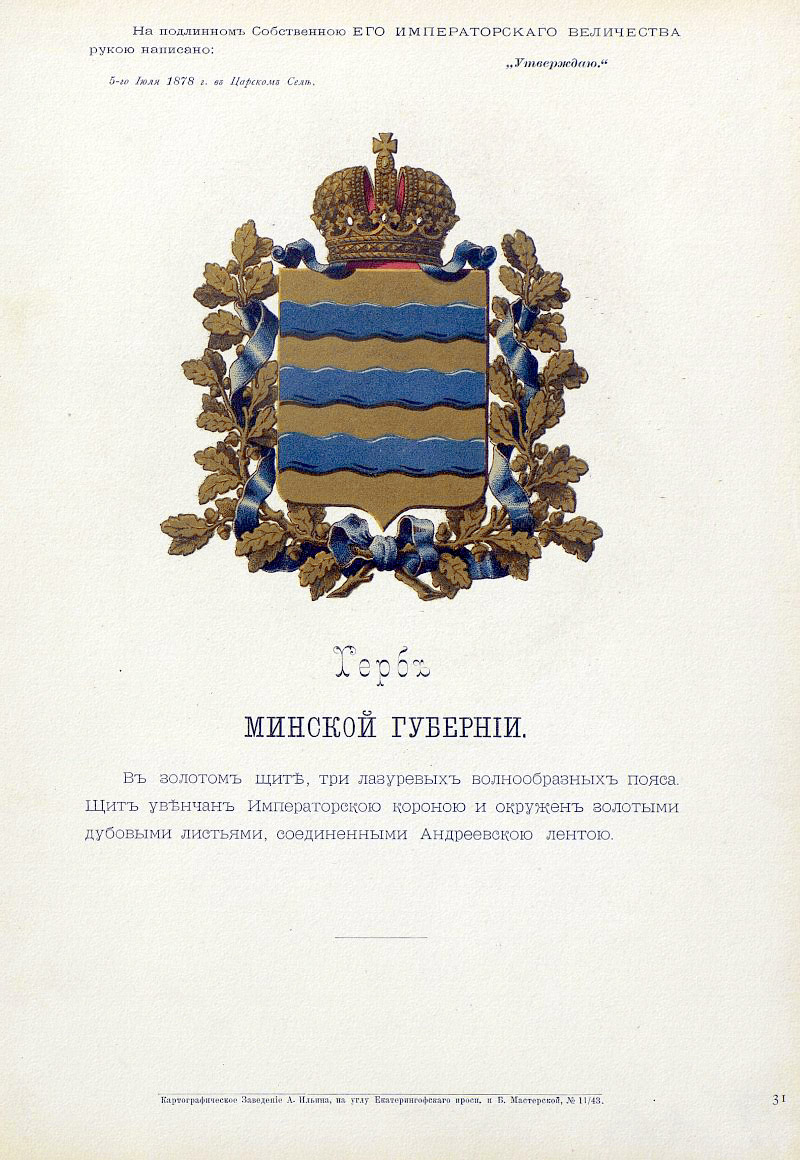
Герб губернии c оф.описанием, утверждённый Александром II (1878)

| Уезд              | Белорусы | Евреи  | Русские | Поляки | Украинцы |
| ----------------- | -------- | ------ | ------- | ------ | -------- |
| Губерния в целом  | 76,0 %   | 16,0 % | 3,9 %   | 3,0 %  | …        |
| Бобруйский уезд   | 67,4 %   | 19,4 % | 10,0 %  | 2,0 %  | …        |
| Борисовский уезд  | 80,9 %   | 11,2 % | 3,1 %   | 4,1 %  | …        |
| Игуменский уезд   | 82,6 %   | 12,3 % | 1,8 %   | 2,9 %  | …        |
| Минский уезд      | 59,2 %   | 23,1 % | 9,5 %   | 7,1 %  | …        |
| Мозырский уезд    | 79,5 %   | 16,3 % | 1,5 %   | 2,1 %  | …        |
| Новогрудский уезд | 83,7 %   | 12,3 % | 1,6 %   | 1,7 %  | …        |
| Пинский уезд      | 74,3 %   | 19,5 % | 2,6 %   | 2,6 %  | …        |
| Речицкий уезд     | 82,5 %   | 12,8 % | 1,4 %   | 1,1 %  | 1,7 %    |
| Слуцкий уезд      | 78,5 %   | 15,7 % | 1,8 %   | 2,8 %  | …        |

### Дворянские роды
Верниковские, Волотовские, Желеховские, Жуковские, Журавские, Забелло, Загоровские,Иваницкие, Каллаур, Караффа-Корбут, Карницкие, Келчевские, Клечковские, Клокоцкие, Клот, Козакевичи, Максимовичи,Рымши, Стефановичи, Тарасевичи, Юшкевичи, Ярмоловичи, Яцевичи, Яцкевичи.

## Руководство губернии

### Генерал-губернатор
| Ф. И. О.                  | Титул, чин, звание | Время замещения должности |
| ------------------------- | ------------------ | ------------------------- |
| Тутолмин Тимофей Иванович | генерал-аншеф      | 1793—1796                 |

### Гражданские Губернаторы
Канцелярия Минского губернатора учреждена Указом Сената 23 апреля 1793 года. Штат утверждался Сенатом, служащие назначались губернатором. С начала своего существования не имела структурных подразделений. Только в 1837 году в ней были созданы 1, 2, 3, 4-й паспортный и секретные столы. При секретном столе находился ещё и особый отдел. В 1862 году в канцелярию были введены распорядительный и контрольные столы. Должность и канцелярия Минского губернатора были упразднены в марте 1917 года.
| Ф. И. О.                               | Титул, чин, звание                                                                   | Время замещения должности |
| -------------------------------------- | ------------------------------------------------------------------------------------ | ------------------------- |
| Неплюев Иван Николаевич                | генерал-майор                                                                        | 1793—1796                 |
| Корнеев Захар Яковлевич                | действительный статский советник; с 1802 — тайный советник                           | 1796—1807                 |
| Хованский Сергей Николаевич            | князь, действительный статский советник;                                             | март-декабрь 1808         |
| Радинг Герман Иванович                 | действительный статский советник                                                     | 1808—21.05.1812           |
| Добринский Павел Михайлович            | действительный статский советник                                                     | 21.05.1812—1815           |
| Сулистровский Казимир Алоизович        | статский советник                                                                    | 1815—1818                 |
| Гечан-Гечевич Викентий Иванович        | статский советник, и. д. (утверждён в 1825, действительный статский советник)        | 1818—1831                 |
| Тюфяев Кирилл Яковлевич                | действительный статский советник                                                     | 16.03.1831—26.04.1831     |
| Дребуш Александр Фёдорович             | действительный статский советник                                                     | 26.04.1831—12.01.1835     |
| Давыдов Сергей Иванович                | князь, действительный статский советник                                              | 12.01.1835—1838           |
| Сушков Николай Васильевич              | действительный статский советник                                                     | 16.12.1838—1841           |
| Вакансия                               |                                                                                      | 1841—19.11.1842           |
| Доппельмайер Густав Фёдорович          | действительный статский советник                                                     | 19.11.1842—02.05.1844     |
| Семёнов Алексей Васильевич             | действительный статский советник                                                     | 02.05.1844—26.01.1850     |
| Херхеулидзев Захар Семёнович           | князь, генерал-майор                                                                 | 27.01.1850—21.04.1850     |
| Шкларевич Федот Николаевич             | действительный статский советник                                                     | 21.04.1850—18.10.1857     |
| Россет Иван Андреевич                  | генерал-майор                                                                        | 18.10.1857—03.02.1858     |
| Келлер Эдуард Фёдорович                | граф, камергер, действительный статский советник, и. д.                              | 08.02.1858—27.05.1861     |
| Яфимович Николай Матвеевич             | генерал-адъютант, генерал-лейтенант (врем.)                                          | 03.11.1861—14.11.1861     |
| Кушелев Сергей Егорович                | Свита Его Величества, генерал-майор (врем.)                                          | 14.11.1861—13.06.1862     |
| Кожевников Андрей Львович              | действительный статский советник, и. д. (утверждён 08.03.1863)                       | 15.06.1862—03.04.1864     |
| Шелгунов Павел Никанорович             | полковник, и. д. (произведён в генерал-майоры с утверждением в должности 14.07.1864) | 24.05.1864—19.05.1868     |
| Касинов Егор Александрович             | действительный статский советник                                                     | 19.05.1868—21.08.1869     |
| Токарев Владимир Николаевич            | тайный советник                                                                      | 02.11.1869—24.10.1875     |
| Чарыков Валерий Иванович               | тайный советник                                                                      | 05.12.1875—30.08.1879     |
| Петров Александр Иванович              | действительный статский советник                                                     | 30.08.1879—30.01.1886     |
| Трубецкой Николай Николаевич           | князь, генерал-лейтенант                                                             | 11.02.1886—20.07.1902     |
| Мусин-Пушкин Александр Александрович   | граф, в звании камергера, действительный статский советник                           | 13.08.1902—16.05.1905     |
| Курлов Павел Григорьевич               | действительный статский советник                                                     | 16.05.1905—15.07.1906     |
| Эрдели Яков Егорович                   | действительный статский советник                                                     | 15.07.1906—26.11.1912     |
| Гирс Алексей Фёдорович                 | действительный статский советник                                                     | 26.11.1912—1915           |
| Чернявский Андрей Гавриилович          | статский советник                                                                    | 30.10.1915—15.08.1916     |
| Владимир Андреевич Друцкой-Соколинский | князь, в звании камергера, статский советник                                         | 08.1916—1917              |

### Губернские предводители дворянства
| Ф. И. О.                             | Титул, чин, звание               | Время замещения должности |
| ------------------------------------ | -------------------------------- | ------------------------- |
| Хоминский Франц-Ксаверий Казимирович | тайный советник                  | 1795—1796                 |
| Беркович Михаил                      |                                  | 1796 — 1799               |
| Ванькович Иосиф                      |                                  | 1799 — 1802               |
| Ванькович Станислав Александрович    |                                  | 1802—1806                 |
| Володкович Иосиф Михайлович          | ротмистр                         | 1806—1811                 |
| Рокицкий Людвиг Михайлович           | статский советник                | 1811—1814                 |
| Зенович Михаил Антонович             |                                  | 1814—1823                 |
| Ошторп Лев Францевич                 | действительный статский советник | 1823—1847                 |
| Горват Оттон Игнатьевич              | коллежский советник              | 27.11.1847—1853           |
| Слотвинский Людвиг Антонович         | действительный статский советник | 08.11.1853—30.10.1859     |
| Лаппа Александр Доминикович          | коллежский асессор               | 30.10.1859—05.06.1863     |
| Прошинский Евстафий Станиславович    | действительный статский советник | 14.09.1863—04.03.1877     |
| Павлов Василий Иванович              | действительный статский советник | 25.03.1877—13.01.1897     |
| Ратьков-Рожнов Александр Геннадиевич | действительный статский советник | 13.01.1897—1904           |
| Долгово-Сабуров Александр Сергеевич  | действительный статский советник | 28.10.1904—1916           |
| Сорнев Степан Николаевич             | действительный статский советник | 1916—1917                 |

### Вице-губернаторы
| Ф. И. О.                                                             | Титул, чин, звание                                   | Время замещения должности |
| -------------------------------------------------------------------- | ---------------------------------------------------- | ------------------------- |
| Михайлов Андрей Сидорович                                            | статский советник                                    | 1796—1797                 |
| Ржевский Владимир Матвеевич                                          | статский советник                                    | 1797—1799                 |
| Сытенский Иван Яковлевич                                             | статский советник                                    | 1799—1800                 |
| Сонилов Андрей Иванович                                              | статский советник                                    | 1800—1802                 |
| Беневоленский Сергей Никитович                                       | статский советник                                    | 1802—1814                 |
| Преженцев Пётр Панкратович                                           | статский советник                                    | 1814—1816                 |
| Гечан-Гечевич Викентий Иванович                                      | статский советник                                    | 1816—05.11.1819           |
| Каминский Людвиг Иосифович                                           |                                                      | 05.11.1819—1823           |
| Малафеев Пётр Николаевич                                             | статский советник                                    | 1823—1831                 |
| Рубашевский Иван Иванович                                            | статский советник                                    | 1831—11.04.1831           |
| Скопин Пётр Николаевич                                               | коллежский советник                                  | 01.11.1831—1834           |
| Семёнов Алексей Васильевич                                           | статский советник                                    | 1834—1838                 |
| Шахматов Алексей Александрович                                       | коллежский советник                                  | 16.04.1838—28.09.1839     |
| Чмыхов Иван Фёдорович                                                | коллежский советник                                  | 28.09.1839—1849           |
| Семёнов Николай Николаевич                                           | статский советник                                    | 1849—04.04.1851           |
| Люби Николай Петрович                                                | статский советник                                    | 02.05.1851—14.02.1854     |
| Арнольди Александр Карлович                                          | надворный советник, и. д.                            | 28.02.1854—15.06.1854     |
| Брянчанинов Виктор Петрович                                          | статский советник                                    | 15.06.1854—01.08.1858     |
| Лучинский Александр Васильевич                                       | статский советник, и. д. (утверждён 05.06.1859)      | 01.08.1858—03.02.1867     |
| Остроумов Пётр Степанович                                            | статский советник                                    | 03.02.1867—22.11.1868     |
| Никотин Иван Акимович                                                | действительный статский советник                     | 22.11.1868—16.01.1870     |
| Дараган Михаил Петрович                                              | действительный статский советник                     | 16.01.1870—02.01.1876     |
| Альбединский Ипполит Петрович                                        | в звании камергера, надворный советник               | 02.01.1876—23.10.1886     |
| Петров Василий Васильевич                                            | действительный статский советник                     | 13.11.1886—11.06.1888     |
| Погодин Пётр Григорьевич                                             | действительный статский советник                     | 11.06.1888—31.12.1892     |
| Слепцов Павел Александрович                                          | в звании камер-юнкера, коллежский советник           | 31.12.1892—25.04.1895     |
| Вельяминов Александр Николаевич                                      | в звании камер-юнкера, коллежский советник           | 25.02.1895—12.03.1904     |
| Хвостов Алексей Александрович                                        | надворный советник                                   | 12.03.1904—25.10.1904     |
| Чернцов Фёдор Фёдорович                                              | коллежский асессор                                   | 12.01.1905—16.01.1907     |
| Шидловский Константин Михайлович                                     | коллежский советник                                  | 16.11.1907—30.06.1909     |
| Межаков-Каютов Сергей Павлович                                       | статский советник (действительный статский советник) | 30.06.1909—16.01.1912     |
| Ченыкаев Николай Сергеевич                                           | надворный советник (коллежский советник)             | 16.01.1912—1914           |
| Астафьев Николай Анатольевич                                         | надворный советник (коллежский советник)             | 1914—1916                 |
| Вишневский Евгений Иванович (исполняющий должность вице-губернатора) | коллежский асессор                                   | 1916—1917                 |